# Jean Lebaudy
Jean Gustave Marie Georges Joachim Lebaudy est un industriel français né à Rosny-sur-Seine le 8 septembre 1894 et mort à Saint-Michel-en-Brenne le 30 décembre 1969,.

## Biographie

### Origines et formation
Jean Lebaudy naît au château de Rosny, le 8 septembre 1894. Il est le fils de Paul Lebaudy, député de Seine-et-Oise, et de Marie Pauline Adolphine Clotilde Murat (1868-1949), fille de Joachim Joseph André Murat (1828-1904), 3e comte Murat, et de la comtesse, née Marguerite Marie Georgina Barrot, fille d'Adolphe Barrot.
Il est élève à l'école Gerson de Paris puis au lycée Janson-de-Sailly où il obtient son baccalauréat à 16 ans, puis étudie le droit et les sciences politiques.
À l'âge de 25 ans, il épouse Henriette Émilie Eugénie de Ganay (1898-1983) qui devient sa collaboratrice dans l'entreprise familiale, l'industrie sucrière. Ils ont cinq enfants. Elle est la fille de Gérard de Ganay (1869-1925) et la petite-fille de Henri Schneider. L'écrivain Hubert Lebaudy, chasseur, bibliophile, éditeur, gastronome et chroniqueur pour Connaissance de la chasse, est leur petit-fils.
Jean Lebaudy meurt dans sa propriété de Saint-Michel-en-Brenne, le 31 décembre 1969, ses obsèques ont lieu le 3 janvier 1970 en l'église de Labastide-Murat.

### Engagements militaires

#### Première Guerre mondiale
En 1913, il s'engage au 7e régiment de dragons de Fontainebleau. En août 1914, il combat sur le front de Lorraine, en 1915, il est incorporé dans le corps des fusiliers marins de l'amiral Pierre Alexis Ronarc'h. Il est blessé dans les tranchées lors de la bataille de l'Yser. En 1916, il est volontaire pour des missions spéciales dans l'aviation sous les ordres du colonel Balsan et prend part aux combats comme pilote-aviateur. Il est grièvement blessé le 11 juillet 1917 lors du départ pour un vol de reconnaissance. Il fait l'objet de trois citations et reçoit la croix de guerre avec palme.

#### Seconde Guerre mondiale
Lors de la Seconde Guerre mondiale, il contacte le commandant Jean Costa de Beauregard (Carol) et entre dans la résistance. En 1943, à Paris, il forme le réseau d'Artagnan qu'il met à disposition d'André Rondenay pour réceptionner et stocker des armes. Il adhère à l'O.R.A. et à la brigade Charles Martel qui structure un maquis dans la Brenne. Il participe à l'organisation de plusieurs maquis dans le Cher, l'Allier et la Nièvre et en 1944 celui du Morvan. Il rejoint la Mission interalliée Verveine et devient aide de camp du colonel britannique Hutchison. Il reçoit la croix de guerre, la médaille de la résistance et la rosette de la Légion d'honneur.

### Activités

#### Activités professionnelles
En 1937, il prend la direction de l'entreprise sucrière française Lebaudy-Sommier.

#### Archéologie dans le lot

##### Fouilles
Les 22 et 23 juin 1922, il participe aux fouilles du tumulus des Igues situé à Cabrerets avec l'abbé Amédée Lemozi, Mlles Georgina Murat et de Gouvion-Saint-Cyr, M. Gabriel Faurie (propriétaire) ainsi que deux ouvriers MM. Andrieux et Couderc pour les travaux pénibles,.
Le 14 juillet 1923, il fouille le Cuzoul des Brasconies de Blars avec son épouse, Armand Viré, Mlle Georgina Murat et le chauffeur Joseph Algrain. Ils en rapportent des débris de poteries et d'autres petits objets dont une pointe de lance en fer de 17 centimètres de long sur 14 de large. Ces vestiges leur permettent de dater l'occupation de cette grotte à l'époque de Hallstatt. Durant la même période il participe toujours avec son épouse et Armand Viré à l'extraction des vestiges présents à la Crozo de Gentillo, dans le ravin de Combe-Cullier, sur la commune de Lacave. Ils découvrent un signe, de la forme d'un N ou d'un Z, incisé sur un petit fragment (3 cm) de l'apophyse d'une côte.

##### Aménagement de la grotte du Pech Merle
Le 26 juillet 1923, avec sa cousine Mlle de Gouvion-Saint-Cyr, il fait l'acquisition de la Grotte du Pech Merle pour la préserver du vandalisme et pour en permettre l'étude complète à M. Lemozi et aux préhistoriens.
En 1934, l’abbé Amédée Lemozi fonde le un musée de préhistoire dans les salles du château des Gontaut-Biron de Cabrerets, propriété de Jean Lebaudy.
En 1942, Jean Lebaudy envisage la fondation d'un centre à la fois touristique et scientifique à Cabrerets comprenant la grotte du Pech Merle, un centre de recherche sur la préhistoire, le musée agrandi dans le château des Gontaut-Biron et ses collections ethnographiques. Mais l'exploitation du musée et de la grotte du Pech Merle débouchant sur des problèmes quasi-impossibles à résoudre du fait du contrats établi avec les époux David, il est créé le 26 juillet 1946 une Société mixte qui prend la dénomination de Musée et Grottes de Cabrerets.
Les difficultés relationnelles deviennent insurmontables avec André David, ancien propriétaire de la grotte du Pech Merle qui ne veut pas modifier l'acte de vente du 23 juillet 1923. La grotte est en effet grevée d'une réserve en faveur de ses anciens propriétaires qui atteint 60 % des recettes d'exploitation. Cette clause entraine un bilan alarmant que l'autoritaire fondé de pouvoir de la société, R. Tétart, fait parvenir aux actionnaires. Jean Lebaudy et Mlle Murat font part le 31 août 1949 de leur souhait de se séparer de la grotte à M. Théron, maire de Cabrerets. Les sociétés ne pouvant faire de dons, le 29 janvier 1950, la grotte est cédée à la municipalité de Cabrerets pour la somme symbolique de 30 000 Francs que Jean Lebaudy prend à sa charge.
En 1964, Jean Lebaudy vend le château et fait don des collections du Musée de préhistoire à la commune de Cabrerets.

#### Pilote automobile
Pour le journaliste François Jolly, il aurait pris le pseudonyme de François Lescot pour participer à des compétitions automobiles entre 1921 et 1927.

#### Collections
Dès l'âge de 17 ans, il constitue une collection de livres anciens et d'éditions rares qu'il continue pendant 50 ans. En 1962, il fait don à la bibliothèque de la ville de Versailles des manuscrits d'âges divers, des imprimés et gravures du XVIIe siècle. En 1972, son épouse remet à cette bibliothèque les autres ouvrages antérieurs et postérieurs au XVIIe siècle. Ces dons représentent 4 000 volumes. Jean Lebaudy était membre de la Société des bibliophiles français,.

#### Expéditions en Afrique

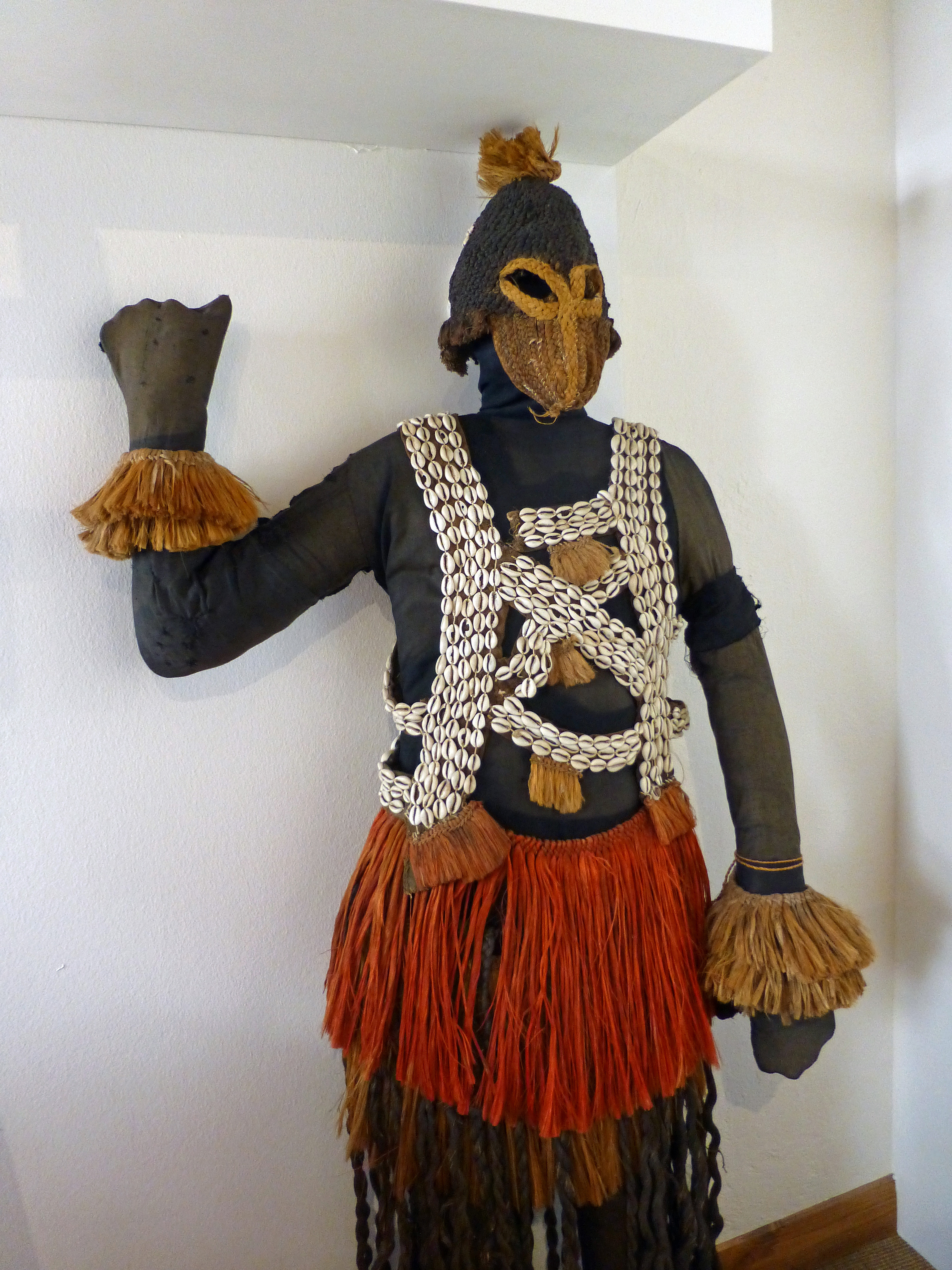
Masque complet dogon de la collection Lebaudy-Griaule.

Dès 1927, son goût de la chasse et des voyages le conduit en Afrique (Sahara, AEF, Cameroun). À la demande de l'armée, il explore le Hoggar et le massif de l'Aïr pour y trouver de nouveaux itinéraires.
La Mission Lebaudy de 1933 rapporte des photos du Sahara algérien, du Niger, du Tchad, du Nord du Cameroun ainsi qu'une carte au 1/300 000 du lamidat de Reï-Bouba. Durant cette mission, une vingtaine de poissons et des blattes sont collectées par Henri Lhote,.
En 1938, il finance et participe à la mission Lebaudy-Griaule ou Niger - Lac Iro. Un premier groupe, parti le 23 novembre 1938, composé de Marcel Griaule, Jean-Paul Lebeuf, Germaine Dieterlen et de sa belle-sœur Solange de Ganay, traverse le Sahara en camion et réalise des enquêtes ethnographiques chez les Dogons et les Kurumba. Fin janvier, ils rejoignent au Niger Jean Lebaudy, son épouse, sa fille aînée et son ami le Docteur Robert Dupont, spécialiste des maladies tropicales, partis le 7 janvier 1939. Ils se dirigent ensemble vers le Tchad et le Cameroun. Ils recueillent des informations sur les Sao et les populations autour de Fort-Archambault et cartographient les zones d’enquête. Ils sont de retour à Paris le 15 juin 1939,.
La collecte des objets se rapportant au domaine du jeu est l’objectif officiel, mais Germaine Dieterlen est chargée de sélectionner et collecter d'autres objets au pays des Dogons, surtout des masques, pour le musée de Paul Lebaudy dans son château de Cabrerets. La collection est alors acquise par l’Université de Strasbourg, pour la somme du franc symbolique.

### L'affaire Mis et Thiennot
Le 29 décembre 1946, débute l'affaire Mis et Thiennot. Louis Boistard, un des deux garde-chasses du château du Blizon de Jean Lebaudy, est assassiné à Mézières-en-Brenne. Jean Lebaudy offre une prime de 100 000 francs aux œuvres de la police et exige un ou des coupables ; pour le procès il engage Maurice Garçon, l'un des avocats les plus prestigieux de France de l'époque.
En 1950, deux membres d'un groupe de quatorze chasseurs soupçonnés, Raymond Mis et Gabriel Thiennot, sont condamnés à 15 ans de travaux forcés pour ce meurtre au terme de leur troisième procès. Ils ont toujours clamé leur innocence en menant un long combat judiciaire pour obtenir la révision de leur procès.

## Décorations et titres honorifiques
- Commandeur de la Légion d'honneur[2]
- Croix de guerre 1914-1918
- Croix de guerre 1939-1945
- Médaille de la Résistance